# HIROYA
HIROYA（ひろや、1992年1月6日 – ）は、日本の男性キックボクサー。神奈川県愛甲郡愛川町出身。TRY HARD GYM所属。初代krush - 65kg級（現：スーパーライト級）王者。WMFアマチュアムエタイ世界選手権ジュニア部門ピン級金メダリスト。実弟は同じくキックボクサーの大雅。

## 来歴

### 幼少期
泣き虫だったことから父親に勧められて3歳から空手を始め、小学4年生からキックボクシングを始めた。
2003年、11歳で「K-1ちびっこファイト」に出場、魔裟斗に対面を果たした。
2005年3月19日 - 26日、タイのタンマサート大学で行われた「2005 W.M.F. WORLD CHAMPIONSHIP」に参加。男子ジュニア部門のピン級で優勝した。
2006年2月23日 - 3月1日、インドのバンガロール市内にあるインドア・スタジアムで行われた「2nd OPEN ASIAN KICK BOXING CHAMPIONSHIP 2006」に参加。男子ジュニア・ローキック部門54kg級で優勝し、男子フルコンタクト部門48kg級王者との対決を制した。2006年3月に再びWMF主催の世界選手権に参加。男子ジュニア部門バンタム級で準優勝を果たした。

### K-1参戦
2006年9月、魔裟斗が所属するシルバーウルフジムを単身で訪れ、自分の技術を見せた（当初、魔裟斗は彼のことを自分のファンだと思い込んでいた）。すると、その技術に驚いた魔裟斗が谷川貞治K-1プロデューサーにそのことを報告、同プロデューサーがそのことをHIROYA本人に伝え、K-1参戦が決定した。
2007年2月5日、アマチュアルールでK-1 WORLD MAX 2007 〜日本代表決定トーナメント〜のワンマッチに15歳で参戦。20歳の高橋明宏を3Rにローキックでタオル投入によるTKOで下しK-1初勝利を飾った。
2007年4月4日、K-1 WORLD MAX 2007 〜世界最終選抜〜において、西村憲孝と対戦。1Rに3度のダウンを奪い、1RKO勝ち。

#### タイ留学・ムエタイ修行
2007年3月の中学卒業後、タイ・バンコクのセントジョーンズ・インターナショナルハイスクールへ留学し、学業をこなすと同時にムエタイの修行を行う。
2007年9月1日、タイでサクダー・ルークロムクラーオと対戦し、2RKO勝ち。
2007年10月3日、K-1 WORLD MAX 2007 〜世界一決定トーナメント決勝戦〜において、高校3年生の韓国人選手クォン・オルチャンと対戦。お互いに最後までKOを狙う攻防となったが、勝負は判定での勝利となった。
2007年12月31日、K-1 PREMIUM 2007 Dynamite!!で開催された「K-1甲子園 U-18日本一決定トーナメント」に出場。1回戦で才賀紀左衛門と対戦し判定勝ちを収めたが、決勝で雄大と再戦し、打ち合った結果、延長ラウンドで判定負けでリベンジ失敗。
2008年1月3日、「K-1甲子園」で優勝できなかったケジメとして、頭を丸刈りにした。
2008年2月2日、K-1 WORLD MAX 2008 〜日本代表決定トーナメント〜で行われたオランダとの3対3対抗戦・大将戦でロビー・ハヘマンと対戦し、2RKO勝ち。
2008年4月9日、K-1 WORLD MAX 2008 World Championship Tournament FINAL16で大晦日に対戦が流れた藤鬥嘩裟と改めて対戦し、判定勝ち。試合前から舌戦を繰り広げた。
2008年8月29日、K-1甲子園 KING OF UNDER 18 〜FINAL16〜のK-1甲子園2008 1回戦で園田顕悟と対戦。2Rに右フック、3Rに左ストレートでそれぞれダウンを奪うなどして判定勝ち。
2008年10月1日、K-1 WORLD MAX 2008 World Championship Tournament FINALのK-1甲子園2008準々決勝で平塚大士と対戦し、1R開始24秒2ノックダウンでKO勝ち。
2008年12月31日、Dynamite!! 〜勇気のチカラ2008〜のK-1甲子園2008準決勝で嶋田翔太に3-0の判定勝ち、続く決勝では卜部功也に3-0の判定勝ちで優勝を果たした。
2009年2月23日、K-1 WORLD MAX 2009 〜日本代表決定トーナメント〜で才賀紀左衛門と再戦し、2-0の判定勝ちを収めた。
2009年4月21日、K-1 WORLD MAX 2009 World Championship Tournament FINAL16で魔裟斗とエキシビションマッチで対戦した。
2009年7月13日、K-1 WORLD MAX 2009 World Championship Tournament FINAL8で、総合格闘家キコ・ロペスと対戦。HIROYAは前日計量では1.7 kgも体重超過した。2Rに右膝蹴りでダウンを奪うなどして3-0の判定勝ちを収めた。
2009年8月10日、K-1甲子園 〜FINAL 16のK-1甲子園2009 62kg級1回戦で西川康平と対戦し、3者とも30-29という僅差の判定勝ち。
2009年10月26日、K-1 WORLD MAX 2009 World Championship Tournament FINALで行われたK-1甲子園2009 62kg級 準々決勝で日下部竜也と対戦し、2-1の判定勝ちを収めた。
2009年12月31日、Dynamite!! 〜勇気のチカラ2009〜のK-1甲子園2009 62kg級準決勝にて、野杁正明と対戦し、1・2Rダウン寸前まで追い込まれて判定負け。
2010年6月、セントジョーンズインターナショナルハイスクールを卒業し、帰国。同年8月、神奈川県相模原市（古淵駅）に自ら代表を務めるキックボクシングジム「Try Hard Gym」をオープンした。
2010年11月8日、K-1 WORLD MAX 2010 -70kg World Championship Tournament FINALで久保優太と対戦し、0-3の判定負けを喫した。
2011年5月15日、谷山ジム主催「ビッグバン・統一への道 其の五」で、J-NETWORKライト級王者黒田アキヒロと対戦し、3-0の判定勝ちを収めた。
2011年6月25日、K-1 WORLD MAX 2011 -63kg Japan Tournament FINAL1回戦で、前年チャンピオンの大和哲也と対戦し惜しくも判定負け。。
2011年10月10日、Krush YOUTH GP 2011 開幕戦IのKrush YOUTH GP 2011トーナメント・Aブロック1回戦で星川大輝と対戦し、右ローキックでKO勝利。Aブロック決勝戦で小川翔と対戦し判定勝ち。
2011年12月9日、Krush.14のKrush YOUTH GP 2011トーナメント準決勝で野杁正明と対戦し、判定負け。
2012年9月9日、Krush YOUTH GP 2012 開幕戦IIのKrush YOUTH GP 2012 -63kg級トーナメント1回戦で東本央貴と対戦しKO負け。
2013年3月10日、Road to GLORY JAPAN -65kg SLAMのRoad to GLORYトーナメント1回戦で野杁正明と対戦し、0-2の判定負け。
2014年1月4日、Krush.37の初代Krush -65kg級王座決定トーナメント1回戦で西川康平と対戦し、KO勝利。

### Krush王座獲得
2014年3月8日、Krush.39の初代Krush - 65kg級王座決定トーナメント準決勝でNOMANと対戦しKO勝利、決勝戦でTaCaにKO勝利をして、初代Krush -65kg級王座を獲得した。
2014年7月13日、Krush.43のKrush - 65kg級王座防衛戦で寺崎直樹と対戦しKO負け。王座の初防衛に失敗し、王座陥落した。
2014年11月3日、K-1 WORLD GP -65kg級初代王座決定トーナメント1回戦でマイケル・"トマホーク"・トンプソンと対戦し、2-0の判定勝利を収めるが、準決勝で左右田泰臣に0-2の判定負けを喫した。
2015年12月29日、RIZIN FIGHTING WORLD GRAND-PRIX 2015 さいたま3DAYSで総合格闘家の西浦"ウィッキー"聡生と対戦し、KO勝ち。
2016年3月4日、K-1 WORLD GP 2016 -65kg級日本代表決定トーナメント1回戦で寺崎直樹と再戦しKO勝ち。準決勝で野杁正明と対戦し、判定負け。
2016年6月24日、K-1 WORLD GP 2016 -65kg級世界最強決定トーナメント1回戦でゲーオ・ウィラサクレックと対戦しKO負けを喫した。
2017年4月22日、K-1 WORLD GP 2017 JAPAN ～第2代スーパー・バンタム級王座決定トーナメント～で大和哲也と6年ぶりに再戦し、左フックで2RKO負けを喫した。
2018年6月17日、RISE 125で高谷裕之と67 kg契約で対戦し、3Rに右フックでKO勝ちを収めた。

### RIZIN
2019年10月12日、RIZIN.19で参戦予定だった松倉信太郎のドクターストップによる欠場のため、松倉の所属するジムの代表であるHIROYAが代打として緊急参戦することになり、小西拓槙と77.0 kg契約で対戦するも、飛び膝蹴りでKO負けを喫した。
2020年12月31日、RIZIN.26でシバターと1Rはキックボクシング、2Rは総合格闘技ルールのミックスルールで対戦。シバターが92.6 kg、HIROYAが74.8 kgと体重差が約18 kgある対戦となった。2Rを戦い抜き一度は引き分けの裁定が下されたが、映像検証を経て、競技運営機構の審議の結果、HIROYAがシバターの腕ひしぎ十字固めに2R 0分38秒でタップアウトをしていたとして、シバターの一本勝ちに変更となった。

## 戦績

### プロキックボクシング
| キックボクシング 戦績 | キックボクシング 戦績 | キックボクシング 戦績 | キックボクシング 戦績 | キックボクシング 戦績 | キックボクシング 戦績 | キックボクシング 戦績 |
| --------------------- | --------------------- | --------------------- | --------------------- | --------------------- | --------------------- | --------------------- |
| 56 試合               | (T)KO                 | 判定                  | その他                | 引き分け              | 無効試合              |                       |
| 38 勝                 | 20                    | 18                    | 0                     | 0                     | 0                     |                       |
| 18 敗                 | 6                     | 12                    | 0                     | 0                     | 0                     |                       |

| 勝敗 | 対戦相手                             | 試合結果                               | 大会名 | 開催年月日     |
| ×    | 小西拓槙                             | 1R 1:20 TKO（飛び膝蹴り）              | RIZIN.19 | 2019年10月12日 |
| ○    | 内村洋次郎                           | 3R 0:12 TKO（右フック）                | RISE 129 | 2018年11月17日 |
| ○    | 高谷裕之                             | 3R 0:59 KO（右フック）                 | RISE 125 | 2018年6月17日  |
| ×    | 大和哲也                             | 2R 0:58 KO（左フック）                 | K-1 WORLD GP 2017 JAPAN ～第2代スーパー・バンタム級王座決定トーナメント～                                                          | 2017年4月22日  |
| ○    | ワン・ユェンレイ                     | 1R KO（右ストレート）                  | 中国・「FAITH FIGHT CHAMPIONSHIP」                                                                                                 | 2016年11月26日 |
| ○    | ラスール                             | 3R TKO                                 | 中国・「EM-LEGEND」 | 2016年9月23日  |
| ×    | ゲーオ・ウィラサクレック             | 1R 0:36 KO                             | K-1 WORLD GP 2016 IN JAPAN ～-65kg世界最強決定トーナメント～ 【K-1 WORLD GP 2016 -65kg級世界最強決定トーナメント1回戦】            | 2016年6月24日  |
| ×    | 野杁正明                             | 3R終了 判定0-2                         | K-1 WORLD GP 2016 IN JAPAN ～-65kg日本代表決定トーナメント～ 【K-1 WORLD GP 2016 -65kg級日本代表決定トーナメント準決勝】           | 2016年3月4日   |
| ○    | 寺崎直樹                             | 1R 2:19 KO（右フック）                 | K-1 WORLD GP 2016 IN JAPAN ～-65kg日本代表決定トーナメント～ 【K-1 WORLD GP 2016 -65kg級日本代表決定トーナメント1回戦】            | 2016年3月4日   |
| ○    | 西浦"ウィッキー"聡生                 | 3R 1:20 KO（右フック）                 | RIZIN FIGHTING WORLD GRAND-PRIX 2015 さいたま3DAYS                                                                                 | 2015年12月29日 |
| ×    | 木村"フィリップ"ミノル               | 1R 2:45 KO（左フック）                 | K-1 WORLD GP 2015 IN JAPAN～－55kg初代王座決定トーナメント～                                                                       | 2015年4月19日  |
| ×    | 左右田泰臣                           | 3R終了 判定0-2                         | K-1 WORLD GP 2014 ～－65kg初代王座決定トーナメント～ 【K-1 WORLD GP -65kg級初代王座決定トーナメント準決勝】                        | 2014年11月3日  |
| ○    | マイケル・"トマホーク"・トンプソン   | 3R終了 判定2-0                         | K-1 WORLD GP 2014 ～－65kg初代王座決定トーナメント～ 【K-1 WORLD GP -65kg級初代王座決定トーナメント1回戦】                         | 2014年11月3日  |
| ×    | 寺崎直樹                             | 1R 1:29 KO（右フック）                 | Krush.43 【Krush -65kg級王座タイトルマッチ】                                                                                       | 2014年7月13日  |
| ○    | TaCa                                 | 2R 1:37 KO（右ローキック）             | Krush.39 【初代Krush -65kg級王座決定トーナメント決勝戦】                                                                           | 2014年3月8日   |
| ○    | NOMAN                                | 2R 1:21 KO（右ハイキック）             | Krush.39 【初代Krush -65kg級王座決定トーナメント準決勝】                                                                           | 2014年3月8日   |
| ○    | 西川康平                             | 2R 2:46 KO                             | Krush.37 【初代Krush -65kg級王座決定トーナメント1回戦】                                                                            | 2014年1月4日   |
| ○    | イゴール・ルブシェンコ               | 3R KO                                  | MAX MUAYTHAI THE FINAL CHAPTER | 2013年12月10日 |
| ○    | サパーンペット・シットイティスカトー | 3R終了 判定3-0                         | MAX MUAYTHAI WORLD CHAMPION 2013 JAPAN                                                                                             | 2013年10月6日  |
| ○    | 緒方惇                               | 3R終了 判定3-0                         | Krush.33 | 2013年9月21日  |
| ×    | NOMAN                                | 延長R終了 判定1-2                      | Krush.29 | 2013年6月16日  |
| ×    | 野杁正明                             | 3R終了 判定0-2                         | Road to GLORY JAPAN -65kg SLAM 【Road to GLORYトーナメント1回戦】                                                                  | 2013年3月10日  |
| ○    | 尾崎圭司                             | 3R終了 判定2-0                         | Krush Grand Prix 2013 ～-67kg級初代王座決定トーナメント～                                                                          | 2013年1月14日  |
| ○    | チョンデーン・チューワッタナ         | 2R 0:30 KO（右ローキック）             | 谷山ジム「ビッグバン・統一への道 其の十一」                                                                                        | 2012年12月2日  |
| ×    | 東本央貴                             | 1R 1:02 KO（左フック）                 | Krush YOUTH GP 2012 開幕戦II 【Krush YOUTH GP 2012 -63kg級トーナメント1回戦】                                                      | 2012年9月9日   |
| ○    | 佐々木大蔵                           | 3R 2:43 KO（右ローキック）             | Krush.20 | 2012年7月21日  |
| ×    | 梶原龍児                             | 3R終了 判定0-3                         | Krush.18 | 2012年5月3日   |
| ×    | 巨輝                                 | 3R終了 判定1-2                         | 谷山ジム「ビッグバン・統一への道 其の八」                                                                                          | 2012年2月25日  |
| ×    | 野杁正明                             | 3R終了 判定0-3                         | Krush.14 【Krush YOUTH GP 2011トーナメント準決勝】                                                                                 | 2011年12月9日  |
| ○    | 小川翔                               | 3R終了 判定3-0                         | Krush YOUTH GP 2011 開幕戦I 【Krush YOUTH GP 2011トーナメント・Aブロック決勝戦】                                                   | 2011年10月10日 |
| ○    | 星川大輝                             | 1R 1:35 KO（右ローキック）             | Krush YOUTH GP 2011 開幕戦I 【Krush YOUTH GP 2011トーナメント・Aブロック1回戦】                                                    | 2011年10月10日 |
| ×    | 大和哲也                             | 3R終了 判定0-3                         | K-1 WORLD MAX 2011 -63kg Japan Tournament FINAL 【1回戦】                                                                          | 2011年6月25日  |
| ○    | 黒田アキヒロ                         | 3分3R終了 判定3-0                      | 谷山ジム「ビッグバン・統一への道 其の五」                                                                                          | 2011年5月15日  |
| ○    | トーマス中村                         | 3分3R終了 判定3-0                      | 新日本キックボクシング協会「MAGNUM-25」                                                                                            | 2011年3月26日  |
| ×    | 久保優太                             | 3R終了 判定0-3                         | K-1 WORLD MAX 2010 -70kg World Championship Tournament FINAL                                                                       | 2010年11月8日  |
| ×    | 野杁正明                             | 2分3R終了 判定0-3                      | Dynamite!! 〜勇気のチカラ2009〜 【K-1甲子園2009 62kg級 準決勝】                                                                    | 2009年12月31日 |
| ○    | 日下部竜也                           | 2分3R終了 判定2-1                      | K-1 WORLD MAX 2009 World Championship Tournament FINAL 【K-1甲子園2009 62kg級 準々決勝】                                           | 2009年10月26日 |
| ○    | 西川康平                             | 2分3R終了 判定3-0                      | K-1甲子園 〜FINAL 16 【K-1甲子園2009 62kg級 1回戦】                                                                                | 2009年8月10日  |
| ○    | キコ・ロペス                         | 3R終了 判定3-0                         | K-1 WORLD MAX 2009 World Championship Tournament FINAL8                                                                            | 2009年7月13日  |
| ○    | 才賀紀左衛門                         | 3R終了 判定2-0                         | K-1 WORLD MAX 2009 〜日本代表決定トーナメント〜                                                                                    | 2009年2月23日  |
| ○    | 卜部功也                             | 2分3R+延長R終了 判定3-0                | Dynamite!! 〜勇気のチカラ2008〜 【K-1甲子園2008 決勝戦】                                                                           | 2008年12月31日 |
| ○    | 嶋田翔太                             | 2分3R終了 判定3-0                      | Dynamite!! 〜勇気のチカラ2008〜 【K-1甲子園2008 準決勝】                                                                           | 2008年12月31日 |
| ○    | トゥイサクレック・ソーウォントーン   | 3R KO                                  | タイ | 2008年11月17日 |
| ○    | 平塚大士                             | 1R 0:24 KO（2ノックダウン：左フック）  | K-1 WORLD MAX 2008 World Championship Tournament FINAL 【K-1甲子園2008 準々決勝】                                                  | 2008年10月1日  |
| ○    | 園田顕悟                             | 2分3R終了 判定3-0                      | K-1甲子園 KING OF UNDER 18 〜FINAL16〜 【K-1甲子園2008 1回戦】                                                                     | 2008年8月29日  |
| ○    | クントーン・ハーントーンヤワラー     | 1R 1:30 KO（左フック）                 | ラジャダムナン・スタジアム「スッグ・ラーチャダムヌンチューチャルン TRUE VISION」                                                   | 2008年7月27日  |
| ○    | 不明                                 | 2R KO                                  | ラジャダムナン・スタジアム | 2008年6月29日  |
| ×    | スックカセーム・ギャットヨンユット   | 5R終了 判定0-3                         | ラジャダムナン・スタジアム「KIATYONGYUT BATTLE」                                                                                   | 2008年5月22日  |
| ○    | 藤鬥嘩裟                             | 3R終了 判定3-0                         | K-1 WORLD MAX 2008 World Championship Tournament FINAL16                                                                           | 2008年4月9日   |
| ○    | ロビー・ハヘマン                     | 2R 2:07 KO（右フック）                 | K-1 WORLD MAX 2008 〜日本代表決定トーナメント〜                                                                                    | 2008年2月2日   |
| ×    | 雄大                                 | 延長R終了 判定1-2                      | K-1 PREMIUM 2007 Dynamite!! 【K-1甲子園 U-18日本一決定トーナメント 決勝戦】                                                        | 2007年12月31日 |
| ○    | 才賀紀左衛門                         | 3R終了 判定3-0                         | K-1 PREMIUM 2007 Dynamite!! 【K-1甲子園 U-18日本一決定トーナメント 1回戦】                                                         | 2007年12月31日 |
| ○    | クォン・オルチャン                   | 3R終了 判定3-0                         | K-1 WORLD MAX 2007 〜世界一決定トーナメント決勝戦〜                                                                                | 2007年10月3日  |
| ○    | サクダー・ルークロムクラーオ         | 2R TKO（レフェリーストップ：右フック） | 日タイ修好120周年記念認可事業 ムエタイ日-タイ交流戦 〜伝承〜 INHERIT / 第9回NPO法人Kリーグインターナショナルネットワークス国際大会 | 2007年9月1日   |
| ○    | ロイ・タン                           | 3R終了 判定3-0                         | K-1 WORLD GP 2007 IN AMSTERDAM | 2007年6月23日  |
| ○    | 西村憲孝                             | 1R 2:47 KO（3ダウン：パンチ連打）      | K-1 WORLD MAX 2007 〜世界最終選抜〜                                                                                                | 2007年4月4日   |

### ミックスルール
| 総合格闘技 戦績 | 総合格闘技 戦績 | 総合格闘技 戦績 | 総合格闘技 戦績 | 総合格闘技 戦績 | 総合格闘技 戦績 | 総合格闘技 戦績 |
| --------------- | --------------- | --------------- | --------------- | --------------- | --------------- | --------------- |
| 1 試合          | (T)KO           | 一本            | 判定            | その他          | 引き分け        | 無効試合        |
| 0 勝            | 0               | 0               | 0               | 0               | 0               | 0               |
| 1 敗            | 0               | 1               | 0               | 0               | 0               | 0               |

| 勝敗 | 対戦相手 | 試合結果                 | 大会名   | 開催年月日     |
| ×    | シバター | 2R 0:38 腕ひしぎ十字固め | RIZIN.26 | 2020年12月31日 |

### アマチュアキックボクシング
| 勝敗 | 対戦相手 | 試合結果                                      | 大会名                                          | 開催年月日   |
| ○    | 高橋明宏 | 3R 2:45 TKO（タオル投入：左フックでダウン後） | K-1 WORLD MAX 2007 〜日本代表決定トーナメント〜 | 2007年2月5日 |

### エキシビションマッチ
| 勝敗 | 対戦相手 | 試合結果 | 大会名                                                      | 開催年月日    |
| －   | 大雅     | 3分1R    | ベルヴィ武蔵野 Presents RIZIN WEDDING for HIROYA            | 2021年8月21日 |
| －   | 谷山俊樹 | 2分2R    | 谷山ジム主催「Big bang 2 〜ビッグバン 統一への道 其の弐〜」 | 2010年7月31日 |
| －   | 魔裟斗   | 3分1R    | K-1 WORLD MAX 2009 World Championship Tournament FINAL16    | 2009年4月21日 |

## 獲得タイトル
- 2005年度 WMF世界アマチュアムエタイ選手権大会 ジュニア部門ピン級（42 - 45 kg） 優勝
- 2006年度 WMF世界アマチュアムエタイ選手権大会 ジュニア部門バンタム級（54 kg） 準優勝
- 2006年度 AFK第2回オープンアジアキックボクシング選手権大会 男子ジュニア・ローキック部門54kg級 優勝
- 2007年 K-1甲子園 準優勝
- 2008年 K-1甲子園 優勝
- 初代Krush - 65kg級王座

### 試合映像
1. ↑  『Full Fight | HIROYA vs. シバター / HIROYA vs. Shibatar - RIZIN.26』RIZIN公式YouTubeチャンネル、2020年。

### 補足映像
1. ↑  『【番組】RIZIN CONFESSIONS #64（※試合映像＆HIROYAとシバターによる試合振り返りドキュメンタリー番組）』RIZIN公式YouTubeチャンネル、2020年。